# Коббобуни
Коббобуни (англ. Cobboboonee National Park) — национальный парк, расположенный на крайнем юго-западе штата Виктория (Австралия). Площадь — 185,1 км².

## История
Национальный парк был создан в ноябре 2008 года, путём реорганизации одноименного леса штата.

## Описание
Национальный парк расположен на крайнем юго-западе штата Виктория. На западе примыкает национальный парк Лоуэр-Гленелг, а на юго-западе и юго-востоке — лесной парк Коббобуни; на севере расположено шоссе А1, на юге — национальный парк Маунт-Ричмонд и Парк Дискавери-Бэй-Костал.
Является частью пешей тропы Great South West Walk. Парк служит местом отдыха для поездок автомобилем, верховой езды и отдыха с палатками. Есть три популярных маршрута парком между Портлендом в Хейвудом для поездки автомобилемː лесными ландшафтами, через местный винный завод, ферму выращивания роз. Тропа для верховой езды длинной около 60 км проходит лесными дорогами и заболоченными местностями. В парке есть 5 кемпинговː два предназначенные для посетителей с автомобилем (Car based camping) и три без (Hike-in Camps).